# Wereldbeker freestyleskiën 2020/2021
De wereldbeker freestyleskiën 2020/2021 (officieel: FIS World Cup Freestyle skiing) was een competitie voor freestyleskiërs die georganiseerd wordt door de internationale skifederatie FIS. In de wereldbeker zijn zowel voor mannen als voor vrouwen zes disciplines opgenomen (halfpipe, slopestyle, ski cross, aerials, moguls en dual moguls). Voor deze disciplines worden ieder afzonderlijk medailles uitgereikt, waarbij dual moguls en moguls als één discipline worden gerekend. Het seizoen begon op 21 november 2020 in het Oostenrijkse Stubai en eindigde op 27 maart 2021 in het Zwitserse Silvaplana.

## Mannen

### Kalender
| Datum | Plaats           | Onderdeel   | Eerste                             | Tweede                             | Derde                              |
| --- | ---------------- | ----------- | ---------------------------------- | ---------------------------------- | ---------------------------------- |
| 21/11/2020 | Stubai           | Slopestyle  | Andri Ragettli                     | Christian Nummedal                 | Ferdinand Dahl                     |
| 04/12/2020 | Ruka             | Aerials     | Maksim Boerov                      | Pavel Krotov                       | Ilja Boerov                        |
| 05/12/2020 | Ruka             | Moguls      | Ikuma Horishima                    | Marco Tadé                         | Ludvig Fjällström                  |
| 12/12/2020 | Idre Fjäll       | Moguls      | Benjamin Cavet                     | Brodie Summers                     | Nick Page                          |
| 13/12/2020 | Idre Fjäll       | Dual Moguls | Matt Graham Ludvig Fjällström      |                                    | Bradley Wilson Jordan Kober        |
| 15/12/2020 | Arosa            | Skicross    | David Mobärg                       | Alex Fiva                          | Joos Berry                         |
| 16/12/2020 | Arosa            | Skicross    | Viktor Andersson                   | Ryan Regez                         | Kevin Drury                        |
| 18/12/2020 | Copper Mountain  | Big air     | Afgelast vanwege de coronapandemie | Afgelast vanwege de coronapandemie | Afgelast vanwege de coronapandemie |
| 19/12/2020 | Copper Mountain  | Halfpipe    | Afgelast vanwege de coronapandemie | Afgelast vanwege de coronapandemie | Afgelast vanwege de coronapandemie |
| 19/12/2020 | Innichen         | Skicross    | Afgelast vanwege de coronapandemie | Afgelast vanwege de coronapandemie | Afgelast vanwege de coronapandemie |
| 20/12/2020 | Innichen         | Skicross    | Afgelast vanwege de coronapandemie | Afgelast vanwege de coronapandemie | Afgelast vanwege de coronapandemie |
| 20/12/2020 | Val Thorens      | Skicross    | Jonathan Midol                     | Reece Howden                       | Florian Wilmsmann                  |
| 21/12/2020 | Val Thorens      | Skicross    | Reece Howden                       | Ryan Regez                         | François Place                     |
| 08/01/2021 | Kreischberg      | Big air     | Birk Ruud                          | Antoine Adelisse                   | Oliwer Magnusson                   |
| 15/01/2021 | Montafon         | Skicross    | Afgelast vanwege de coronapandemie | Afgelast vanwege de coronapandemie | Afgelast vanwege de coronapandemie |
| 16/01/2021 | Jaroslavl        | Aerials     | Maksim Boerov                      | Pavel Krotov                       | Noé Roth                           |
| 17/01/2021 | Jaroslavl        | Aerials     | Maksim Boerov                      | Stanislav Nikitin                  | Lewis Irving                       |
| 20/01/2021 | Idre Fjäll       | Skicross    | Bastien Midol                      | Viktor Andersson                   | François Place                     |
| 23/01/2021 | Idre Fjäll       | Skicross    | Reece Howden                       | Jonas Lenherr                      | Niklas Bachsleitner                |
| 24/01/2021 | Idre Fjäll       | Skicross    | Reece Howden                       | Ryan Regez                         | Jonas Lenherr                      |
| 23/01/2021 | Moskou           | Aerials     | Maksim Boerov                      | Christopher Lillis                 | Noé Roth                           |
| 30/01/2021 | Minsk            | Aerials     | Maksim Boerov                      | Stanislav Nikitin                  | Lewis Irving                       |
| 30/01/2021 | Feldberg         | Skicross    | Afgelast                           | Afgelast                           | Afgelast                           |
| 31/01/2021 | Feldberg         | Skicross    | Afgelast                           | Afgelast                           | Afgelast                           |
| 04/02/2021 | Deer Valley      | Moguls      | Mikaël Kingsbury                   | Benjamin Cavet                     | Matt Graham                        |
| 05/02/2021 | Deer Valley      | Dual Moguls | Mikaël Kingsbury                   | Matt Graham                        | Benjamin Cavet                     |
| 06/02/2021 | Deer Valley      | Aerials     | Noé Roth                           | Justin Schoenefeld                 | Pirmin Werner                      |
| 05/02/2021 | Mammoth Mountain | Halfpipe    | Afgelast                           | Afgelast                           | Afgelast                           |
| 06/02/2021 | Mammoth Mountain | Slopestyle  | Afgelast                           | Afgelast                           | Afgelast                           |
| 11 februari tot en met 11 maart 2021: Wereldkampioenschappen freestyleskiën 2021 (telt niet mee voor wereldbeker) |                  |             |                                    |                                    |                                    |
| 19/02/2021 | Reiteralm        | Skicross    | Johannes Rohrweck                  | Reece Howden                       | Bastien Midol                      |
| 19/02/2021 | Calgary          | Moguls      | Afgelast                           | Afgelast                           | Afgelast                           |
| 20/02/2021 | Calgary          | Moguls      | Afgelast                           | Afgelast                           | Afgelast                           |
| 21/02/2021 | Calgary          | Aerials     | Afgelast                           | Afgelast                           | Afgelast                           |
| 27/02/2021 | Bakoeriani       | Skicross    | Florian Wilmsmann                  | David Mobärg                       | Jared Schmidt                      |
| 08/03/2021 | Calgary          | Big air     | Afgelast                           | Afgelast                           | Afgelast                           |
| 13/03/2021 | Calgary          | Halfpipe    | Afgelast                           | Afgelast                           | Afgelast                           |
| 14/03/2021 | Calgary          | Slopestyle  | Afgelast                           | Afgelast                           | Afgelast                           |
| 13/03/2021 | Sunny Valley     | Skicross    | Reece Howden                       | Ryo Sugai                          | Joos Berry                         |
| 13/03/2021 | Almaty           | Aerials     | Pirmin Werner                      | Nicolas Gygax                      | Lewis Irving                       |
| 14/03/2021 | Almaty           | Dual Moguls | Afgelast                           | Afgelast                           | Afgelast                           |
| 21/03/2021 | Font-Romeu       | Slopestyle  | Afgelast                           | Afgelast                           | Afgelast                           |
| 20/03/2021 | Aspen            | Slopestyle  | Colby Stevenson                    | Mac Forehand                       | Henrik Harlaut                     |
| 21/03/2021 | Aspen            | Halfpipe    | Aaron Blunck                       | Brendan McKay                      | Nico Porteous                      |
| 21/03/2021 | Veysonnaz        | Skicross    | Florian Wilmsmann                  | Jonathan Midol                     | Tim Hronek                         |
| 27/03/2021 | Silvaplana       | Slopestyle  | Colby Stevenson                    | Ferdinand Dahl                     | Alexander Hall                     |

### Eindstanden
| Skicross | Skicross          | Skicross | Skicross |
| #        | Naam              | Land     | Punten   |
| -------- | ----------------- | -------- | -------- |
| 1        | Reece Howden      | CAN      | 691      |
| 2        | Jonas Lenherr     | SUI      | 405      |
| 3        | Bastien Midol     | FRA      | 395      |
| 4        | Florian Wilmsmann | GER      | 393      |
| 5        | David Mobärg      | SWE      | 379      |
| 6        | François Place    | FRA      | 352      |
| 7        | Ryan Regez        | SUI      | 347      |
| 8        | Jonathan Midol    | FRA      | 328      |
| 9        | Viktor Andersson  | SWE      | 287      |
| 10       | Johannes Rohrweck | AUT      | 280      |

| Park&Pipe | Park&Pipe          | Park&Pipe | Park&Pipe |
| #         | Naam               | Land      | Punten    |
| --------- | ------------------ | --------- | --------- |
| 1         | Colby Stevenson    | USA       | 245       |
| 2         | Ferdinand Dahl     | NOR       | 172       |
| 3         | Oliwer Magnusson   | SWE       | 155       |
| 4         | Andri Ragettli     | SUI       | 145       |
| 5         | Christian Nummedal | NOR       | 144       |
| 6         | Sebastian Schjerve | NOR       | 142       |
| 7         | Alexander Hall     | USA       | 137       |
| 8         | Antoine Adelisse   | FRA       | 113       |
| 9         | Mac Forehand       | USA       | 104       |
| 10        | Aaron Blunck       | USA       | 100       |
| 10        | Birk Ruud          | NOR       | 100       |

| Big air | Big air            | Big air | Big air |
| #       | Naam               | Land    | Punten  |
| ------- | ------------------ | ------- | ------- |
| 1       | Birk Ruud          | NOR     | 100     |
| 2       | Antoine Adelisse   | FRA     | 80      |
| 3       | Oliwer Magnusson   | SWE     | 60      |
| 4       | Kim Gubser         | SUI     | 50      |
| 5       | Andri Ragettli     | SUI     | 45      |
| 6       | Matěj Švancer      | CZE     | 40      |
| 7       | Colin Wili         | SUI     | 36      |
| 8       | Alexander Hall     | USA     | 32      |
| 9       | Edouard Therriault | CAN     | 29      |
| 10      | Christian Nummedal | NOR     | 26      |

| Aerials | Aerials            | Aerials | Aerials |
| #       | Naam               | Land    | Punten  |
| ------- | ------------------ | ------- | ------- |
| 1       | Maksim Boerov      | RUS     | 526     |
| 2       | Noé Roth           | SUI     | 320     |
| 3       | Pirmin Werner      | SUI     | 305     |
| 4       | Stanislav Nikitin  | RUS     | 264     |
| 5       | Pavel Krotov       | RUS     | 247     |
| 6       | Lewis Irving       | CAN     | 238     |
| 7       | Nicolas Gygax      | SUI     | 224     |
| 8       | Justin Schoenefeld | USA     | 219     |
| 9       | Maksim Goestik     | BLR     | 196     |
| 10      | Makar Mitrafanau   | BLR     | 195     |

| Halfpipe | Halfpipe        | Halfpipe | Halfpipe |
| #        | Naam            | Land     | Punten   |
| -------- | --------------- | -------- | -------- |
| 1        | Aaron Blunck    | USA      | 100      |
| 2        | Brendan McKay   | CAN      | 80       |
| 3        | Nico Porteous   | NZL      | 60       |
| 4        | David Wise      | USA      | 50       |
| 5        | Birk Irving     | USA      | 45       |
| 6        | Alex Ferreira   | USA      | 40       |
| 7        | Noah Bowman     | CAN      | 36       |
| 8        | Lyman Currier   | USA      | 32       |
| 9        | Miguel Porteous | NZL      | 29       |
| 10       | Hunter Hess     | USA      | 26       |

| Moguls | Moguls            | Moguls | Moguls |
| #      | Naam              | Land   | Punten |
| ------ | ----------------- | ------ | ------ |
| 1      | Matt Graham       | AUS    | 289    |
| 2      | Benjamin Cavet    | FRA    | 271    |
| 3      | Ludvig Fjällström | SWE    | 258    |
| 4      | Ikuma Horishima   | JPN    | 246    |
| 5      | Brodie Summers    | AUS    | 210    |
| 6      | Mikaël Kingsbury  | CAN    | 200    |
| 7      | Marco Tadé        | SUI    | 179    |
| 8      | Bradley Wilson    | USA    | 165    |
| 9      | Nick Page         | USA    | 134    |
| 10     | Dylan Walczyk     | USA    | 119    |

| Slopestyle | Slopestyle         | Slopestyle | Slopestyle |
| #          | Naam               | Land       | Punten     |
| ---------- | ------------------ | ---------- | ---------- |
| 1          | Colby Stevenson    | USA        | 245        |
| 2          | Ferdinand Dahl     | NOR        | 172        |
| 3          | Christian Nummedal | NOR        | 118        |
| 4          | Sebastian Schjerve | NOR        | 118        |
| 5          | Alexander Hall     | USA        | 105        |
| 6          | Mac Forehand       | USA        | 104        |
| 7          | Andri Ragettli     | SUI        | 100        |
| 8          | Oliwer Magnusson   | SWE        | 95         |
| 9          | Mark Hendrickson   | CAN        | 84         |
| 10         | Evan McEachran     | CAN        | 69         |

## Vrouwen

### Kalender
| Datum | Plaats           | Onderdeel   | Eerste                             | Tweede                             | Derde                              |
| --- | ---------------- | ----------- | ---------------------------------- | ---------------------------------- | ---------------------------------- |
| 21/11/2020 | Stubai           | Slopestyle  | Tess Ledeux                        | Johanne Killi                      | Gu Ailing Eileen                   |
| 04/12/2020 | Ruka             | Aerials     | Laura Peel                         | Emma Weiss                         | Anastasia Prytkova                 |
| 05/12/2020 | Ruka             | Moguls      | Perrine Laffont                    | Jaelin Kauf                        | Anastasia Smirnova                 |
| 12/12/2020 | Idre Fjäll       | Moguls      | Perrine Laffont                    | Anri Kawamura                      | Hannah Soar                        |
| 13/12/2020 | Idre Fjäll       | Dual Moguls | Perrine Laffont                    | Jaelin Kauf                        | Anri Kawamura                      |
| 15/12/2020 | Arosa            | Skicross    | Alexandra Edebo                    | Fanny Smith                        | Sami Kennedy-Sim                   |
| 16/12/2020 | Arosa            | Skicross    | Fanny Smith                        | Marielle Thompson                  | Talina Gantenbein                  |
| 18/12/2020 | Copper Mountain  | Big air     | Afgelast vanwege de coronapandemie | Afgelast vanwege de coronapandemie | Afgelast vanwege de coronapandemie |
| 19/12/2020 | Copper Mountain  | Halfpipe    | Afgelast vanwege de coronapandemie | Afgelast vanwege de coronapandemie | Afgelast vanwege de coronapandemie |
| 19/12/2020 | Innichen         | Skicross    | Afgelast vanwege de coronapandemie | Afgelast vanwege de coronapandemie | Afgelast vanwege de coronapandemie |
| 20/12/2020 | Innichen         | Skicross    | Afgelast vanwege de coronapandemie | Afgelast vanwege de coronapandemie | Afgelast vanwege de coronapandemie |
| 20/12/2020 | Val Thorens      | Skicross    | Fanny Smith                        | Jade Grillet Aubert                | Marielle Thompson                  |
| 21/12/2020 | Val Thorens      | Skicross    | Katrin Ofner                       | Daniela Maier                      | Marielle Thompson                  |
| 08/01/2021 | Kreischberg      | Big air     | Giulia Tanno                       | Tess Ledeux                        | Kelly Sildaru                      |
| 15/01/2021 | Montafon         | Skicross    | Afgelast vanwege de coronapandemie | Afgelast vanwege de coronapandemie | Afgelast vanwege de coronapandemie |
| 16/01/2021 | Jaroslavl        | Aerials     | Laura Peel                         | Ashley Caldwell                    | Ljoebov Nikitina                   |
| 17/01/2021 | Jaroslavl        | Aerials     | Megan Nick                         | Alla Tsoeper                       | Kaila Kuhn                         |
| 20/01/2021 | Idre Fjäll       | Skicross    | Fanny Smith                        | Marielle Thompson                  | Talina Gantenbein                  |
| 23/01/2021 | Idre Fjäll       | Skicross    | Alizée Baron                       | Marielle Berger Sabbatel           | Fanny Smith                        |
| 24/01/2021 | Idre Fjäll       | Skicross    | Fanny Smith                        | Alizée Baron                       | Marielle Thompson                  |
| 23/01/2021 | Moskou           | Aerials     | Winter Vinecki                     | Laura Peel                         | Marion Thénault                    |
| 30/01/2021 | Minsk            | Aerials     | Megan Nick                         | Laura Peel                         | Winter Vinecki                     |
| 30/01/2021 | Feldberg         | Skicross    | Afgelast                           | Afgelast                           | Afgelast                           |
| 31/01/2021 | Feldberg         | Skicross    | Afgelast                           | Afgelast                           | Afgelast                           |
| 04/02/2021 | Deer Valley      | Moguls      | Perrine Laffont                    | Anri Kawamura                      | Kisara Sumiyoshi                   |
| 05/02/2021 | Deer Valley      | Dual Moguls | Kai Owens                          | Hannah Soar                        | Tess Johnson                       |
| 06/02/2021 | Deer Valley      | Aerials     | Danielle Scott                     | Winter Vinecki                     | Kaila Kuhn                         |
| 05/02/2021 | Mammoth Mountain | Halfpipe    | Afgelast                           | Afgelast                           | Afgelast                           |
| 06/02/2021 | Mammoth Mountain | Slopestyle  | Afgelast                           | Afgelast                           | Afgelast                           |
| 11 februari tot en met 11 maart 2021: Wereldkampioenschappen freestyleskiën 2021 (telt niet mee voor wereldbeker) |                  |             |                                    |                                    |                                    |
| 19/02/2021 | Reiteralm        | Skicross    | Sandra Näslund                     | Fanny Smith                        | Courtney Hoffos                    |
| 19/02/2021 | Calgary          | Moguls      | Afgelast                           | Afgelast                           | Afgelast                           |
| 20/02/2021 | Calgary          | Moguls      | Afgelast                           | Afgelast                           | Afgelast                           |
| 21/02/2021 | Calgary          | Aerials     | Afgelast                           | Afgelast                           | Afgelast                           |
| 27/02/2021 | Bakoeriani       | Skicross    | Fanny Smith                        | Sandra Näslund                     | Marielle Berger Sabbatel           |
| 08/03/2021 | Calgary          | Big air     | Afgelast                           | Afgelast                           | Afgelast                           |
| 13/03/2021 | Calgary          | Halfpipe    | Afgelast                           | Afgelast                           | Afgelast                           |
| 14/03/2021 | Calgary          | Slopestyle  | Afgelast                           | Afgelast                           | Afgelast                           |
| 13/03/2021 | Sunny Valley     | Skicross    | Fanny Smith                        | Sandra Näslund                     | Katrin Ofner                       |
| 13/03/2021 | Almaty           | Aerials     | Marion Thénault                    | Ljoebov Nikitina                   | Zjanbota Aldabergenova             |
| 14/03/2021 | Almaty           | Dual Moguls | Afgelast                           | Afgelast                           | Afgelast                           |
| 21/03/2021 | Font-Romeu       | Slopestyle  | Afgelast                           | Afgelast                           | Afgelast                           |
| 20/03/2021 | Aspen            | Slopestyle  | Tess Ledeux                        | Kristy Muir                        | Anastasia Tatalina                 |
| 21/03/2021 | Aspen            | Halfpipe    | Rachael Karker                     | Zoe Atkin                          | Brita Sigourney                    |
| 21/03/2021 | Veysonnaz        | Skicross    | Sandra Näslund                     | Fanny Smith                        | Alizée Baron                       |
| 27/03/2021 | Silvaplana       | Slopestyle  | Tess Ledeux                        | Sarah Höfflin                      | Mathilde Gremaud                   |

### Eindstanden
| Skicross | Skicross                 | Skicross | Skicross |
| #        | Naam                     | Land     | Punten   |
| -------- | ------------------------ | -------- | -------- |
| 1        | Fanny Smith              | SUI      | 945      |
| 2        | Alizée Baron             | FRA      | 495      |
| 3        | Marielle Thompson        | CAN      | 475      |
| 4        | Marielle Berger Sabbatel | FRA      | 474      |
| 5        | Katrin Ofner             | AUT      | 439      |
| 6        | Courtney Hoffos          | CAN      | 382      |
| 7        | Talina Gantenbein        | SUI      | 379      |
| 8        | Sandra Näslund           | SWE      | 360      |
| 9        | Jade Grillet Aubert      | FRA      | 313      |
| 10       | Zoe Chore                | CAN      | 274      |

| Park&Pipe | Park&Pipe         | Park&Pipe | Park&Pipe |
| #         | Naam              | Land      | Punten    |
| --------- | ----------------- | --------- | --------- |
| 1         | Tess Ledeux       | FRA       | 380       |
| 2         | Mathilde Gremaud  | SUI       | 159       |
| 3         | Sarah Höfflin     | SUI       | 151       |
| 4         | Gu Ailing Eileen  | CHN       | 146       |
| 5         | Kirsty Muir       | GBR       | 130       |
| 6         | Katie Summerhayes | GBR       | 129       |
| 7         | Johanne Killi     | NOR       | 120       |
| 8         | Giulia Tanno      | SUI       | 112       |
| 9         | Rell Harwood      | USA       | 111       |
| 10        | Rachael Karker    | CAN       | 100       |

| Big air | Big air          | Big air | Big air |
| #       | Naam             | Land    | Punten  |
| ------- | ---------------- | ------- | ------- |
| 1       | Giulia Tanno     | SUI     | 100     |
| 2       | Tess Ledeux      | FRA     | 80      |
| 3       | Kelly Sildaru    | EST     | 60      |
| 4       | Silvia Bertagna  | ITA     | 50      |
| 5       | Mathilde Gremaud | SUI     | 45      |
| 6       | Johanne Killi    | NOR     | 40      |
| 7       | Lara Wolf        | AUT     | 36      |
| 8       | Sarah Höfflin    | SUI     | 32      |
| 9       | Megan Oldham     | CAN     | 29      |
| 10      | Olivia Asselin   | CAN     | 26      |

| Aerials | Aerials            | Aerials | Aerials |
| #       | Naam               | Land    | Punten  |
| ------- | ------------------ | ------- | ------- |
| 1       | Laura Peel         | AUS     | 450     |
| 2       | Winter Vinecki     | USA     | 343     |
| 3       | Marion Thénault    | CAN     | 312     |
| 4       | Ljoebov Nikitina   | RUS     | 286     |
| 5       | Emma Weiss         | GER     | 251     |
| 6       | Megan Nick         | USA     | 248     |
| 7       | Ashley Caldwell    | USA     | 236     |
| 8       | Hanna Hoeskova     | BLR     | 235     |
| 9       | Kaila Kuhn         | USA     | 226     |
| 10      | Anastasia Prytkova | RUS     | 200     |

| Halfpipe | Halfpipe         | Halfpipe | Halfpipe |
| #        | Naam             | Land     | Punten   |
| -------- | ---------------- | -------- | -------- |
| 1        | Rachael Karker   | CAN      | 100      |
| 2        | Zoe Atkin        | GBR      | 80       |
| 3        | Brita Sigourney  | USA      | 60       |
| 4        | Devin Logan      | USA      | 50       |
| 5        | Valeria Demidova | RUS      | 45       |
| 6        | Saori Suzuki     | JPN      | 40       |
| 7        | Gu Ailing Eileen | CHN      | 36       |
| 8        | Abigale Hansen   | USA      | 32       |
| 9        | Amy Fraser       | CAN      | 29       |
| 10       | Sabrina Cakmakli | GER      | 26       |

| Moguls | Moguls                  | Moguls | Moguls |
| #      | Naam                    | Land   | Punten |
| ------ | ----------------------- | ------ | ------ |
| 1      | Perrine Laffont         | FRA    | 445    |
| 2      | Anri Kawamura           | JPN    | 270    |
| 3      | Hannah Soar             | USA    | 250    |
| 4      | Kai Owens               | USA    | 234    |
| 5      | Jaelin Kauf             | USA    | 233    |
| 6      | Tess Johnson            | USA    | 197    |
| 7      | Hinako Tomitaka         | JPN    | 155    |
| 8      | Kisara Sumiyoshi        | JPN    | 154    |
| 9      | Justine Dufour-Lapointe | CAN    | 154    |
| 10     | Jakara Anthony          | AUS    | 154    |

| Slopestyle | Slopestyle         | Slopestyle | Slopestyle |
| #          | Naam               | Land       | Punten     |
| ---------- | ------------------ | ---------- | ---------- |
| 1          | Tess Ledeux        | FRA        | 300        |
| 2          | Kirsty Muir        | GBR        | 124        |
| 3          | Sarah Höfflin      | SUI        | 119        |
| 4          | Katie Summerhayes  | GBR        | 115        |
| 5          | Mathilde Gremaud   | SUI        | 114        |
| 6          | Gu Ailing Eileen   | USA        | 110        |
| 7          | Marin Hamill       | USA        | 100        |
| 8          | Rell Harwood       | USA        | 99         |
| 9          | Johanne Killi      | NOR        | 80         |
| 10         | Anastasia Tatalina | RUS        | 74         |

## Uitzendrechten
- Canada: CBC Sports[4]
- Duitsland: ARD/ZDF[5]
- Finland: Yle
- Nederland: Eurosport en Ziggo Sport
- Noorwegen: NRK
- Zweden: SVT[6][7]
- Zwitserland: SRG SSR[8]